# Coleosporium tussilaginis

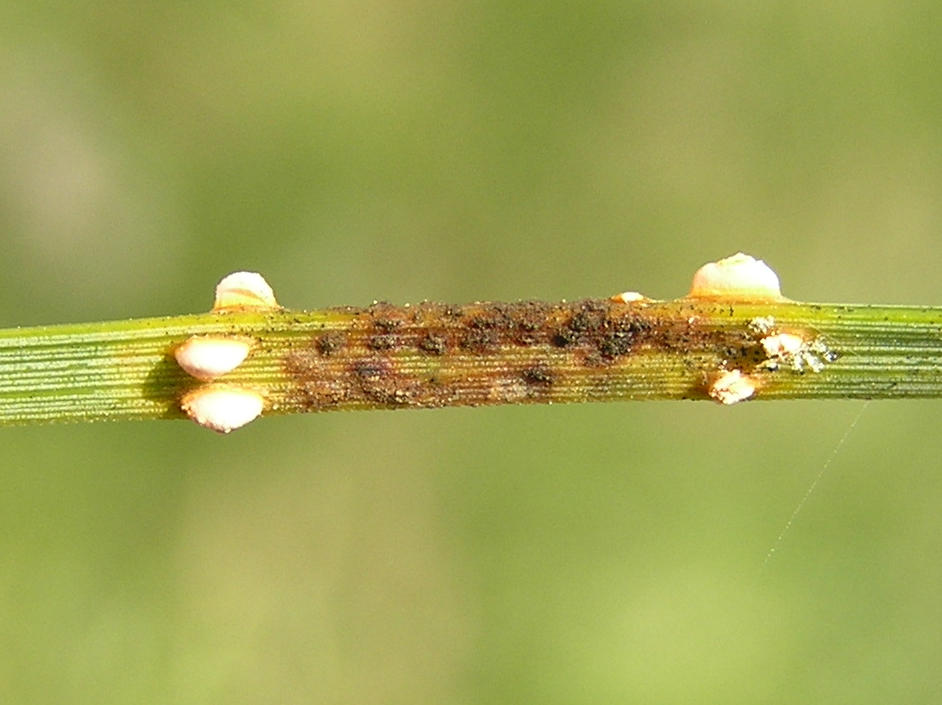
Ecja na igle sosny (powiększone)

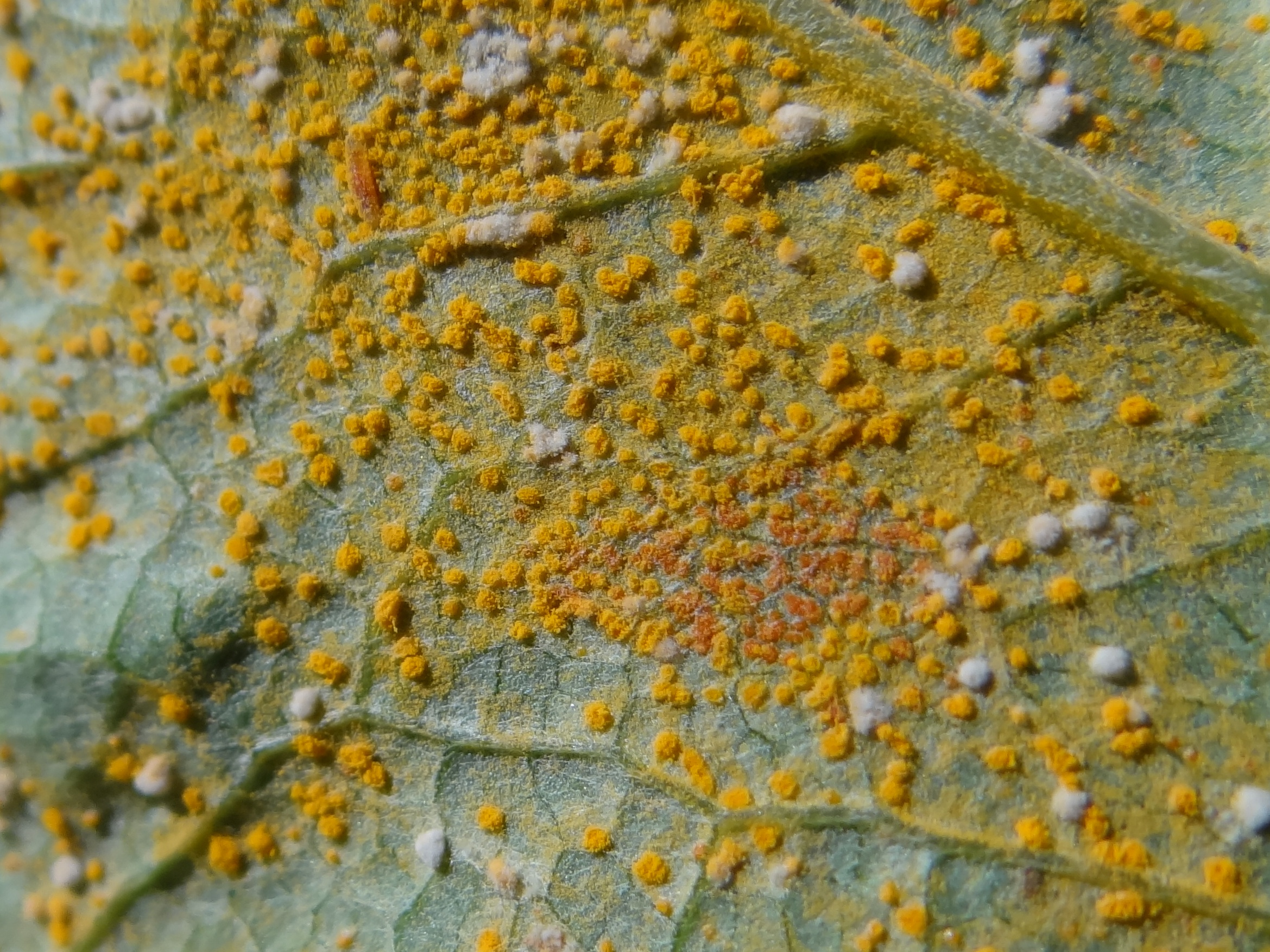
Uredia na dolnej stronie liści lepiężnika białego

Coleosporium tussilaginis (Pers.) Lév.) – gatunek grzybów z rodziny pęcherzycowatych (Coleosporiaceae). Pasożyt atakujący wiele gatunków roślin. U sosny wywołuje chorobę zwaną rdzą pęcherzykowatą igieł sosny.

## Systematyka i nazewnictwo
Pozycja w klasyfikacji według Index Fungorum: Coleosporiaceae, Pucciniales, Incertae sedis, Pucciniomycetes, Pucciniomycotina, Basidiomycota, Fungi.
Po raz pierwszy takson ten zdiagnozował w 1801 r. Christiaan Hendrik Persoon nadając mu nazwę Uredo tussilaginis. Obecną, uznaną przez Index Fungorum nazwę nadał mu w 1849 r.  Joseph Henri Léveillé. 
Ma około 60 synonimów.

## Rozwój
Jest to pasożyt dwudomowy, tzn, że jego pełny cykl rozwojowy odbywa się na dwóch różnych gatunkach żywicieli. Jednym z nich są niektóre gatunki sosen, drugim wiele gatunków roślin zielnych. 
Wiosną (od kwietnia do maja) na zakażonych igłach sosny pojawiają się niewielkie plamki. Są to skupiska pyknidiów wytwarzające pykniospory. W kilka dni później powstają ecja wytwarzające ecjospory roznoszone przez wiatr. Mogą one rozwijać się na wielu gatunkach roślin. Na dolnej stronie liści zainfekowanej rośliny powstają zarodniki zwane urediniosporami, które dokonują infekcji wtórnej zakażając następne liście. Pod koniec lata i jesienią powstaje inny typ zarodników – teliospory, które kiełkując wytwarzają podstawki, w których powstają bazydiospory. Gdy wiatr przeniesie bazydiospory na igły sosny kiełkują na nich, dokonując infekcji pierwotnej. 
Coleosporium tussilaginis wytwarza 5 rodzajów zarodników. Pykniospory, ecjospory, urediniospory i teliospory powstają w wyniku rozmnażania bezpłciowego, bazydiospory na drodze płciowej. Cały cykl rozwojowy trwa jeden rok. Zaatakowane igły sosny zazwyczaj żółkną i opadają, część z nich jednak pozostaje żywa. Na tych igłach grzybnia pasożyta może przetrwać 2-3 lata. Zimę przetrwać mogą również uredinia na drugim żywicielu tego patogena.

## Morfologia
Ecja mają pęcherzykowaty, językowaty lub kolumnowaty kształt i wysokość około 0,5–1,5 mm. Początkowo są żółtawe, a po wysypaniu się ecjospor białawe. Po odpadnięciu ecjów pozostają po nich niewielkie blizny lub żółte, względnie brązowe plamy. Na jednej igle sosny występuje zazwyczaj jedno lub kilka ecjów. Uredinia i telia powstają na dolnej stronie liści drugiego żywiciela mają postać okrągłych owocników o średnicy ok. 1 mm i barwie początkowo pomarańczowej, później czerwonej.

## Występowanie i siedlisko
Jest szeroko rozprzestrzeniony na całej półkuli północnej. Na półkuli południowej podano jego występowanie w Ameryce Południowej i na Nowej Zelandii. 
Atakuje głównie sosny dwu i trzyigielne, najczęściej sosnę zwyczajną. Drugim żywicielem są liczne gatunki astrowych, m.in. miłosna górska, podbiał pospolity, smotrawa okazała, lepiężnik biały, mlecz polny, pszeniec zwyczajny, różne gatunki dzwonków, starców, omamów, sasanek, szelężników i inne.
Na Coleosporium tussilaginis pasożytuje nadpasożyt Ramularia coleosporii.